# Kladrybina
Kladrybina (łac. cladribinum) – organiczny związek chemiczny, lek cytostatyczny z grupy antymetabolitów purynowych. Jest analogiem nukleozydu deoksyadenozyny, fazowo-specyficznym (faza S). Kladrybina zostaje konkurencyjnie wbudowana do DNA zamiast deoksyadenozyny, co kończy jego syntezę i powoduje śmierć komórki.

## Mechanizm działania
Po wejściu do komórki ulega transformacji do kladrybinomonofosforanu, a następnie do kladrybinotrifodforanu (Cd-ATP). Cd-ATP kompetencyjnie hamuje inkorporację prawidłowego nukleotydu do DNA, co hamuje elongację DNA. Akumulacja Cd-ATP powoduje zaburzenie puli deoksyrybonukleozydów i w efekcie dalsze zaburzenie syntezy DNA oraz zaburzenie jego naprawy. Aktywacja kaspazy 3 jest wskazywane jako potencjalny mechanizm zapoczątkowania apoptozy.

## Leczenie chorób nowotworowych

### Wskazania
- białaczka włochatokomórkowa[3]
- przewlekła białaczka limfatyczna[3]
- chłoniaki nieziarnicze o małym stopniu złośliwości w przypadkach pierwotnie lub wtórnie opornych na leczenie innymi cytostatykami[3]
- ostra białaczka szpikowa[3]
- kondycjonowanie niemieloablacyjne przed przeszczepieniem komórek krwiotwórczych[3]

### Dawkowanie
Kladrybinę podaje się dożylnie we wlewie kroplowym trwającym 2 godz. lub powolnym wlewie (24 godz.). 

### Działania niepożądane
Kladrybina ma następujące działania niepożądane:
- supresja szpiku;
- zmniejszenie liczby limfocytów CD4 i CD8;
- zwiększone ryzyko choroby przeszczep przeciw gospodarzowi po przetoczeniu krwi;
- zakażenia bakteryjne, wirusowe i grzybicze;
- nudności i wymioty, neuropatia, zmęczenie, bóle głowy, miejscowe odczyny, osutka, nagłe zaczerwienienie twarzy, zespół rozpadu guza (rzadkie działania niepożądane).

## Leczenie stwardnienia rozsianego

### Zastosowanie
Kladrybina w tabletkach ma zupełnie inne zastosowanie i dawkowanie niż kladrybina w iniekcjach, stosowana w większych dawkach w leczeniu chorób nowotworowych. W stwardnieniu rozsianym układ odpornościowy (obronny) organizmu atakuje i uszkadza mielinowe osłonki ochronne wokół komórek nerwowych w ośrodkowym układzie nerwowym (mózgu i rdzeniu kręgowym). W procesie tym kluczową rolę odgrywają komórki odpornościowe zwane limfocytami. Kladrybina w tabletkach w małych dawkach doustnych działa selektywnie, głównie na limfocyty, czyli komórki układu immunologicznego, które uczestniczą w zapalnym procesie chorobowym, odpowiedzialnym za uszkodzenie mielinowej osłonki ochronnej wokół komórek nerwowych w mózgu i rdzeniu kręgowym w stwardnieniu rozsianym.
Kladrybina, ma strukturę chemiczną zbliżoną do puryny, jednej z substancji koniecznych do wytwarzania DNA. W organizmie kladrybina jest pobierana przez komórki takie jak limfocyty i zakłóca wytwarzanie nowego DNA. Powoduje to śmierć limfocytów, opóźniając progresję stwardnienia rozsianego.
W badaniach wykazano, że kladrybina w tabletkach powoduje zmniejszenie częstości nawrotów i opóźnia postęp choroby u pacjentów z rzutową postacią stwardnienia rozsianego.

### Dawkowanie
W stwardnieniu rozsianym leczenie kladrybiną doustną składa się z dwóch cykli w okresie 2 lat. W pierwszym roku pacjenci przyjmują tabletki przez 4 do 5 dni; po upływie jednego miesiąca ponownie przyjmują jedną tabletki przez 4 lub 5 dni. Ten cykl leczenia jest powtarzany po upływie roku. Nie stwierdzono dodatkowych korzyści z podania więcej niż 2 cykli leczenia.

### Działania niepożądane
Najczęstsze działania niepożądane związane ze stosowaniem kladrybiny w tabletkach to limfopenia (zmniejszenie liczby limfocytów) wynikająca z mechanizmu działania. 
Wpływ na limfocyty zmniejsza siły odpornościowe organizmu przeciw zakażeniom (zakażenia wirusem półpaśca) i nowotworom:
- kladrybiny w tabletkach nie wolno podawać pacjentom z aktywnymi długotrwałymi zakażeniami takimi jak gruźlica lub zapalenie wątroby, ani pacjentom z zakażeniem HIV lub pacjentom z odpornością obniżoną z innych przyczyn, takich jak leczenie lekami immunosupresyjnymi;
- kladrybiny nie wolno podawać pacjentom z czynną chorobą nowotworową;
- należy także unikać leczenia pacjentów z umiarkowanymi lub ciężkimi zaburzeniami czynności nerek oraz kobiet w ciąży lub karmiących piersią.